# Eloy de la Iglesia
Pour les articles homonymes, voir Iglesia.
Eloy Germán de la Iglesia, né le 1er janvier 1944 à Zarautz (Guipuscoa) et mort le 23 mars 2006 à Madrid (Espagne), est un réalisateur espagnol.

## Biographie
Sa carrière cinématographique commence en 1966 avec Fantasía... 3, mais le metteur en scène connait une plus grande liberté d'expression depuis la transition démocratique espagnole, et livre ainsi des sujets de films qui traitent de l'homosexualité comme Plaisirs cachés (1976) et Le Député (1979). Il obtient un succès en 1983 avec L'Enfer de la drogue, qui traite de la drogue.
À 57 ans, Eloy de la Iglesia adapte Caligula d'Albert Camus qu'il compare à son personnage majeur de son film Navajeros (1980). On lui doit aussi après 16 ans d'absence au cinéma L'Amant bulgare, adapté de l'œuvre romanesque d'Eduardo Mendicutti qui est le dernier film d'Eloy de la Iglesia.
Il est souvent rattaché au genre du cinéma quinqui. Le cinéma d'Iglesia a souvent été comparé à celui de Rainer Werner Fassbinder, notamment « sa fascination pour l'univers interlope des drogués et des gays ».
Il meurt après une intervention chirurgicale pour enlever une tumeur au rein. Selon sa volonté, il est incinéré.

## Filmographie
- 1966 : Fantasía... 3 (eu)
- 1969 : Un goût amer dans la bouche (es) (Algo amargo en la boca)
- 1970 : Le Ring (es) (Cuadrilátero)
- 1971 : Le Plafond de verre (El techo de cristal)
- 1972 : La Semaine d'un assassin (La semana del asesino)
- 1973 : Personne n'a entendu crier (es) (Nadie oyó gritar)
- 1973 : Le Bal du vaudou (Una gota de sangre para morir amando)
- 1975 : Jeu d'amour interdit (Juego de amor prohibido)
- 1976 : La otra alcoba (es)
- 1977 : Plaisirs cachés (Los placeres ocultos)
- 1977 : La Créature (La criatura)
- 1979 : Le Député (El diputado)
- 1979 : Le Prêtre (es) (El sacerdote)
- 1980 : Peur de sortir la nuit (es) (Miedo a salir de noche)
- 1981 : La Femme du ministre (es) (La mujer del ministro)
- 1981 : Navajeros (es)
- 1982 : Colegas
- 1983 : L'Enfer de la drogue (El pico)
- 1984 : L'Enfer de la drogue 2 (es) (El pico 2)
- 1985 : Un autre tour d'écrou (es) (Otra vuelta de tuerca), adaptation du roman Le Tour d'écrou d'Henry James.
- 1987 : Le Buraliste de Vallecas (La estanquera de Vallecas)
- 2001 : Calígula — téléfilm
- 2003 : L'Amant bulgare (Los novios búlgaros), adaptation du roman de Eduardo Mendicutti